# Henriëtte van Eyk
Henriëtta Catharina Maria van Eyk (Amsterdam, 15 februari 1897 – aldaar, 21 november 1980), bekend als Henriëtte van Eyk, was een Nederlandse schrijfster.

## Biografie

### Persoonlijk
Ze werd geboren in een welgestelde gereformeerde bankiersfamilie en nam dit milieu in haar werk graag op de hak. Na de echtscheiding van haar ouders leefde ze echter met haar broer Bert en haar moeder in armoede.
Haar studie biologie brak ze af om schrijfster te worden. Op 11 januari 1936 trouwde Henriëtte van Eyk met Jean Lenglet (1889-1961), die als auteur het pseudoniem Édouard de Nève gebruikte. Met hem had ze in 1934 de gezamenlijke verhalenbundel Aan den loopenden band gepubliceerd. Ze scheidden op 16 maart 1946. Aansluitend had ze tot in de jaren vijftig een liefdesrelatie met de schrijver Simon Vestdijk. Ze schreven samen de briefroman Avontuur met Titia (1949). Hun briefwisseling uit de jaren 1946-47 is uitgegeven als Wij zijn van elkaar.

### Werk
Henriëtte van Eyk staat bekend als een van de succesvolste humoristische schrijfsters van Nederland in de 20e eeuw. Achter deze humor gaat vaak een felle maatschappijkritiek schuil.
In 1932 verschenen haar verhaal Gabriël en haar eerste boek De kleine parade, waardoor ze al snel populair werd. In 1937 kreeg zij de C.W. van der Hoogtprijs voor haar roman Gabriël: de geschiedenis van een mager mannetje, de uitgebreide versie van het verhaal uit 1932. In 1954 ontving zij voor haar romans de Prijs van de Stichting Kunstenaarsverzet 1942-1945 en in 1980 de Jacobson-prijs.
Naast haar literaire werk schreef zij ook kinderboeken. Sommige daarvan verschenen eerst als vervolgverhaal in het tijdschrift Kris Kras. Ook verscheen van haar hand in 1967 de ironisch getoonzette etiquettegids De regels van het spel. Samen met Wim Sonneveld maakte ze in 1970 een succesvolle musicalversie van De kleine parade. Henriëtte van Eyk heeft ook veel buitenlands werk vertaald en bewerkt. In 1973 publiceerde ze haar autobiografie Dierbare wereld.
Haar biografie Henriëtte van Eyk. Vrouw tussen vier mannen, geschreven door Aukje Holtrop, verscheen in 2018.

## Publicaties
- Gabriël. Een modern sprookje (1932), in: De Vrije Bladen, jtg. 9, schrift 8, uitgeverij: De spiegel, Amsterdam
- De kleine parade (1932)
- Aan den loopenden band (1934, verhalen – met Édouard de Nève)
- Gabriël. De geschiedenis van een mager mannetje (1935, uitgebreide versie)
- Intieme revue (De kleine parade II) (1936 – sommige herdrukken als De lotgevallen van Thérèse)
- Als de wereld donker is... (1938)
- Het eenig echte (1939)
- Truus de nachtmerrie (1939)
- Michiel. De geschiedenis van een mug (1940, kinderboek)
- Sinterklaas blijft een zomer over (1940, kinderboek – later herdrukt als Mijnheer ‘Carlos’ op avontuur)
- Sneeuw. Drie kindervertellingen (1945)
- Bedelarmband (1948)
- Vader Valentijn viert feest (1948),
- Avontuur met Titia (1949, briefroman – met Simon Vestdijk)
- Van huis tot huis (1949)
- Wij zijn van elkaar, brieven 1946-1947 (correspondentie met Simon Vestdijk)
- In vredesnaam (1950)
- Schots en scheef (1951)
- Het verhaal van Jonker Flonker (1951 – met Bert van Eyk)
- Een eindje om (1951)
- De jacht op de spiegel (1952)
- De spookdiligence (1953), Wereldbibliotheek Vereniging, iilustraties Wim Bijmoer, typografie Johan H. van Eikeren
- Klaar... over! (1954, kinderboek – met Wim Hora Adema)
- Het huis aan de gracht (1956)
- Avonturen op de Willem Ruys (1957, voor de Koninklijke Rotterdamsche Lloyd – handelsuitgave verschenen als De reis van de saffieren ster)
- Vrouw vermoord... en zo! (1957, voor de Assurantie Maatschappij ‘De Zeven Provinciën’)
- Uit en thuis aan de gracht (1957)
- Josefine (1962)
- Om en bij het huis aan de gracht (1964)
- Kasteel Karsesteyn (1964, kinderboek)
- Zeg maar Joséfine (1965)
- Blauwe Marietje (1966)
- De regels van het spel. Een kleine etiquette-gids (1967, later herdrukt als Hoe...? Zò...!)
- Het paaspaard en andere verhalen (1969, bloemlezing)
- De monsters van Stone Valley (1970)
- De kleine parade (1970 – met Wim Sonneveld, musicalversie)
- Dierbare wereld (1973, autobiografie)
- Het ulevellenlaatje (1975)